# Komunikat KSS „KOR”
Komunikat „KOR” (w okresie wrzesień 1976-wrzesień 1977), później Komunikat KSS „KOR” (w okresie październik 1977- 1981) – pismo opozycji demokratycznej w czasach PRL, redagowane przez członków i współpracowników KOR, później KSS „KOR”.

## Kalendarium
W dniu 25 sierpnia 1976 został opublikowany i rozkolportowany w kilkudziesięciu egzemplarzach "Opis akcji represyjnej podjętej wobec pracowników Z.M. Ursus i innych zakładów" przygotowany przez Henryka Wujca. Był to zalążek przyszłego Komunikatu KOR-u. Raport został przekazany przez Andrzeja Wielowieyskiego Radzie Głównej Episkopatu Polski. 
Pierwszy numer Komunikatu został opublikowany 29 września 1976 r. Informował o represjach za udział w protestach 25 czerwca, a także o zakresie pomocy dla robotników Ursusa i Radomia oraz represjach wobec osób wspomagających robotnicze rodziny. Ten numer Komunikatu publikował listę członków KOR z adresami i telefonami, która potem ukazywała się w każdym kolejnym numerze. Był to jedyny oficjalny dokument firmowany przez wszystkich członków KOR.
Komunikat KOR nr 5 opublikowany 22 grudnia 1976 podał informacje o przebiegu protestów i represjach w Płocku, Łodzi, Poznaniu i Warszawie, a także o przesłuchaniach Jacka Kuronia, Jana Józefa Lipskiego i Antoniego Macierewicza w sprawie o "rozpowszechnianie fałszywych wiadomości i przekazywanie ich do wrogich ośrodków poza granicami kraju". Był to pierwszy Komunikat, który został powielony na powielaczu białkowym w nakładzie ok. 200 egzemplarzy.
Komunikat KOR nr 7 z 11 lutego 1977 informował o przebiegu czerwcowych protestów i represjach w Gdańsku i Grudziądzu.
W Komunikacie nr 9 z 29 kwietnia 1977 informowano, że z więzień zwolniono kilkanaście kolejnych osób. Pozostawali jeszcze w więzieniach: Zygmunt Zaborowski (skazany na 10 lat), Czesław Chomicki i Wacław Skrzypek (po 9 lat), Marek Majewski i Adam Żukowski (po 3 lata).
KOR przekształcił się w Komitet Samoobrony Społecznej „KOR” w dniu 29 września 1977 r. Tym samym Komunikat KOR zmienił nazwę na Komunikat KSS "KOR". W tym dniu powołano dwie komisje: organizacyjną i redakcyjną (Komunikatów). Działała jedynie Komisja Redakcyjna KSS „KOR”: zajmowała się przygotowywaniem tekstów Komunikatu, oświadczeń i korespondencji. W jej skład weszli: Ludwik Cohn, Anka Kowalska, Jacek Kuroń, Antoni Macierewicz, Piotr Naimski, Zbigniew Romaszewski, Józef Rybicki i Aniela Steinsbergowa. Według „Encyklopedii Solidarności" w skład tej komisji weszli również: Jan Kielanowski, Edward Lipiński, Adam Michnik, Adam Szczypiorski i Wacław Zawadzki. Na posiedzeniach Komisji bywali też: Jan Józef Lipski, Antoni Macierewicz, Adam Michnik i Zbigniew Romaszewski. Ściśle współpracował z komisją Wojciech Ziembiński.
Decyzję o rozdzieleniu Komunikatu i Biuletynu Informacyjnego KSS "KOR" podjęto na zebraniu KSS "KOR" w dniu 9 listopada 1977 r.. Wybrano też w tym dniu nową Komisję Redakcyjną, w składzie: Andrzej Celiński, Ludwik Cohn, Anka Kowalska, Jacek Kuroń, Edward Lipiński, Jan Józef Lipski, Jan Lityński, Adam Michnik, Halina Mikołajska, Zbigniew Romaszewski, Józef Rybicki, Maria Wosiek i Henryk Wujec. Antoni Macierewicz odmówił udziału w pracach Komisji Redakcyjnej. Streszczenie dokonanego przez SB podsłuchu z tego posiedzenia KSS "KOR" znajduje się w aktach sprawy "Gracze" w IPN.
W Komunikacie KSS "KOR" nr 18 z 7 marca 1978 opublikowano wspólne oświadczenie Komisji Redakcyjnej Komunikatu i Komitetu Redakcyjnego "Biuletynu Informacyjnego" o sposobie redagowania i wydawania komunikatów i biuletynów.
Komunikat KSS "KOR" nr 24 z 12 listopada 1978 informował o zatrzymaniu co najmniej 48 osób, przeprowadzeniu co najmniej 33 rewizji w mieszkaniach i skazaniu 4 osób przez kolegia orzekające PRL.
Komunikat KSS "KOR" nr 25 z 18 grudnia 1978 podał, że otrzymał informacje o zatrzymaniu co najmniej 57 osób (plus kilkadziesiąt w Trójmieście w związku z rocznicą Grudnia '70)i przeprowadzeniu co najmniej 58 rewizji w mieszkaniach. 
Komunikat KSS "KOR" nr 26/27 z grudnia 1978 - stycznia 1979 podał, że zatrzymano co najmniej 50 osób, przeprowadzono co najmniej 47 rewizji w mieszkaniach.
Komunikat KSS "KOR" nr 28 z 16 marca 1979 r. informował, o zatrzymaniu co najmniej 37 osób, przeprowadzono co najmniej 27 rewizji w mieszkaniach.
Komunikat KSS "KOR" nr 29 z 30 kwietnia 1979 podał informację o rosnącej fali zatrzymań. Co najmniej 204 osoby zatrzymano, przeprowadzono co najmniej 155 rewizji w mieszkaniach, zastosowano jedną sankcję prokuratorską.
Komunikat KSS "KOR" nr 30 z 12 czerwca 1979 informował o zatrzymaniu co najmniej 54 osób, przeprowadzeniu co najmniej 38 rewizji w mieszkaniach i bezprawnym skierowaniu przez władze PRL 1 osoby bezprawnie do szpitala psychiatrycznego.
Komunikat KSS "KOR" nr 31/32 z 1 września 1979 donosił, że zatrzymano co najmniej 81 kolejnych osób, przeprowadzono co najmniej 44 rewizje w mieszkaniach.
Komunikat KSS "KOR" nr 33 z 16 października 1979 informował, że zatrzymano co najmniej 48 następnych osób, przeprowadzono co najmniej 27 rewizji.
Komunikat KSS "KOR" nr 34 z 30 listopada 1979 podał, że (poza aresztowaniem 27 osób) zatrzymano co najmniej 101 osób, przeprowadzono co najmniej 53 rewizje w mieszkaniach, kolegia skazały 4 osoby.
W dniu 7 grudnia 1979 z Komisji Redakcyjnej KSS "KOR" odeszli Antoni Macierewicz i Piotr Naimski w związku z nieporozumieniami dotyczącymi redagowania Komunikatów. Z tą samą datą pojawił się komunikat o nowym sposobie publikacji Komunikatu KSS "KOR".
Komunikat KSS "KOR" nr 35 z 31 grudnia 1979 podał, że zatrzymano co najmniej 289 osób, przeprowadzono co najmniej 16 rewizji w mieszkaniach, kolegia skazały 12 osób.
Komunikat KSS "KOR" nr 36 z 31 stycznia 1980 informował o zatrzymaniu co najmniej 91 osób, przeprowadzono co najmniej 22 rewizje w mieszkaniach.
Komunikat KSS "KOR" nr 37 z 29 lutego 1980 podał informację o zatrzymaniu co najmniej 69 osób i co najmniej 37 rewizjach w mieszkaniach.
Komunikat KSS "KOR" nr 38 z 31 marca 1980 informował o zatrzymaniach co najmniej 188 osób, przeprowadzono co najmniej 159 rewizji w mieszkaniach.
Komunikat KSS "KOR" nr 39 z 30 kwietnia 1980 podał, że otrzymał informacje o zatrzymaniu co najmniej 123 osób, przeprowadzono co najmniej 83 rewizje w mieszkaniach.
Komunikat KSS "KOR" nr 40 z 31 maja 1980 informował, że zatrzymano co najmniej 156 kolejnych osób, przeprowadzono co najmniej 22 rewizje w mieszkaniach, kolegia skazały co najmniej 23 osoby.
Komunikat KSS "KOR" nr 41 z 28 czerwca 1980 podał, że zatrzymano co najmniej 31 osób, przeprowadzono co najmniej 23 rewizje w mieszkaniach.
W 1981 wydano tylko jeden Komunikat, nr 48 z 23 września, w którym poinformowano o zakończeniu działalności KSS „KOR”.

## Daty poszczególnych Komunikatów
- 1976: 1 – 29 września, 2 – 10 października, 3 – 30 października, 4 – 22 listopada, 5 – 22 grudnia.

- 1977: 6 – 15 stycznia, 7 – 11 lutego, 8 – 22 marca, 9 – 29 kwietnia, 10 – 27 maja, 11 – 30 czerwca, 12 – 23 lipca, 13 – 31 sierpnia, 14 – 30 września, 15 – 31 października, 16 – grudzień.

- 1978: 17 – 23 stycznia, 18 – 7 marca, 19 – 24 kwietnia, 20 – 30 maja, 21 – 31 lipca, 22 – 11 września, 23 – 16 października, 24 – 12 listopada, 25 – 18 grudnia.

- 1979: 26/27 – styczeń 1979, 28 – 16 marca, 29 – 30 kwietnia, 30 – 12 czerwca, 31/32 – 1 września, 33 – 16 października, 34 – 30 listopada, 35 – 31 grudnia.

- 1980: 36 – 31 stycznia, 37 – 29 lutego, 38 – 31 marca, 39 – 30 kwietnia, 40 – 31 maja, 41 – 28 czerwca, 42 – 31 lipca, 43 – 1 września, 44 – 30 września, 45 – 31 października, 46 – 30 listopada, 47 – 31 grudnia.

- 1981: 48 – 23 września.

## Druk i dystrybucja
Pierwsze numery Komunikatu były przepisywane na maszynach do pisania. Typowo na cienkiej, zielonej lub niebieskiej przebitce. Wśród osób przepisujących Komunikat byli m.in.: Tomasz Chlebowski, Stanisław Falkowski, Magdalena Sroczyńska-Kożuchowska i Andrzej Kożuchowski, Elżbieta Regulska i setki innych osób. Późną jesienią próbowano drukować na powielaczach spirytusowych za pomocą tzw. kalki hektograficznej, jednak ponieważ druk był nieczytelny, zrezygnowano z tej techniki. W grudniu 1976 został wydany pierwszy numer powielony na powielaczu białkowym w 200 egzemplarzach. Wkrótce Komunikat KOR stał się częścią Biuletynu Informacyjnego KSS „KOR”. N-ry 18 (III 1978) – 33 (1979), 43 i 45 ukazywały się razem z „Biuletynem Informacyjnym” jako „Komunikat KSS KOR. Biuletyn Informacyjny”; numerów 47 z 31 XII 1980 i 48 z 23 IX 1981 nie wydano (maszynopis jest zdeponowany w Oddziale Rękopisów Biblioteki Uniwersyteckiej w Warszawie)